# Can’t Love You Tonight
A Can't Love You Tonight című dal az amerikai Gwen Guthrie 1988-ban megjelent kislemeze, mely a Lifeline című albumon található. A dal  az R&B / Hip-Hop albumlista 83. helyéig jutott.[forrás?] Az Egyesült Királyságban pedig a 79. helyen végzett.[forrás?]

## Megjelenések
12"  Warner Bros. Records – 0-20859
- A1	Can't Love You Tonight (Extended Remix) 5:37
- A2	Can't Love You Tonight (Edit) 4:08
- B1	The Surgeon General's Funky 4/4 Beat 4:37
- B2	Can't Love You Tonight (Dub) 6:04

## Slágerlista
| 1988 | Can't Love You Tonight | 79 | 83 | 44 |